# Gone, Gone, Gone/A Bash Dem
Gone, Gone, Gone/A Bash Dem är ett musikalbum från 1999 av den svenska punk/skagruppen Monster.

## Låtlista
1. "Gone Gone Gone"
2. "Leave of Absence"
3. "Ex-Factor"
4. "Choose Me Again"
5. "Close to Nothing"
6. "Ain't Getting Nowhere"
7. "Consolation Now"
8. "Rockers Delight"
9. "I Need Your Mercy Now"
10. "Valley of the Shadow of Death"
11. "Life and a Day